# Старое Сумароково
Старое Сумароково — село в Бугульминском районе Татарстана. Входит в состав Подгорненского сельского поселения.

## География
Находится в юго-восточной части Татарстана на расстоянии приблизительно 16 км на север-северо-восток по прямой от районного центра города Бугульма.

## История
Основано в конце XVIII века, упоминалось также как Гулёнка.

## Население
Постоянных жителей было: в 1859 году- 609, в 1889—800, в 1897—805, в 1910—805, в 1920—821, в 1926—874, в 1938—425, в 1949—379, в 1958—297, в 1970—206, в 1979—202, в 1989—399, в 2002—677 (русские 51 %, татары 34 %), 718 в 2010.